# INRI

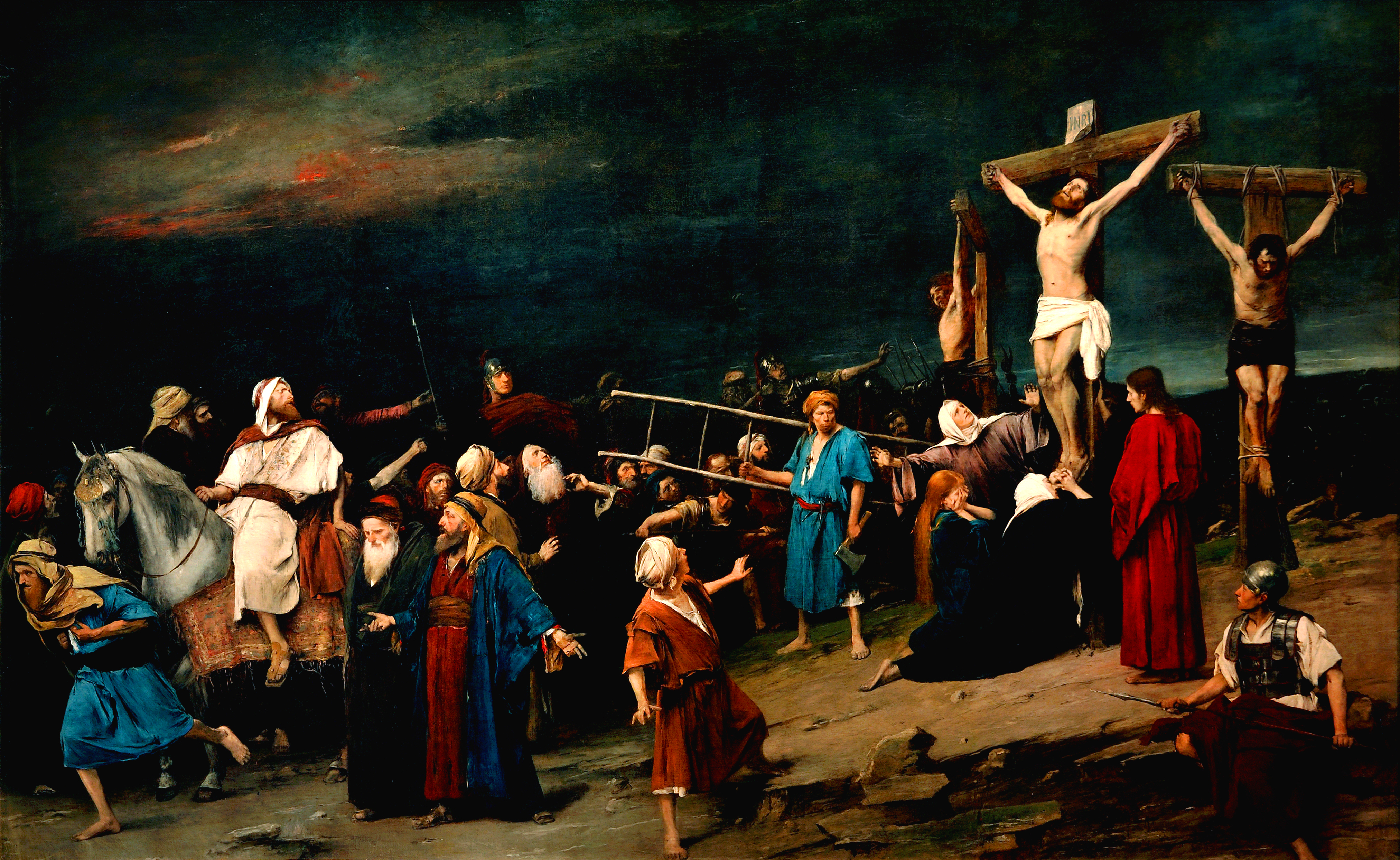
Munkácsy Mihály: Golgota „És feje fölé illeszték az ő kárhoztatásának okát, oda írván: Ez Jézus, a zsidók királya.” Krisztus feje fölé került a titlosz (görög), titulus (latin), a római szokások szerint erre jegyezték föl a kivégzettek bűnét. A tábla felirata: INRI, amelyet általában Iesus Nasarenus Rex Iudeorumként értelmeznek, azaz a Názáreti Jézus a zsidók királya

Az INRI annak a keresztre feszítettek feje fölé szegezett vádcímtáblára (görögül: τίτλος latinul: titulus) írt latin szövegnek a rövidítése, amelyet a haldokló Jézus feje fölé helyeztek a keresztfára. A szöveget általában ebben a formában rekonstruálják: IESVS·NAZARENVS·REX·IVDÆORVM (Iesus Nasarenus Rex Iudaeorum – Názáreti/Nazoreus/Nazireus Jézus, a zsidók/júdeaiak királya). Ez volt Pilátus ítélete, a kivégzett bűne. A rómaiak a keresztre feszítés halálbüntetésnél fehér gipsszel bevont kis táblácskát használtak, amelyre jól olvasható, fekete betűkkel írták a betűket. A kereszt felirata János evangéliuma szerint háromnyelvű volt. A hivatalos latin nyelvű szöveg mellett a héber (arámi) és a görög változatot is feltüntették. A későbbi ábrázolásokon egy idő után helymegtakarítás céljából kezdték alkalmazni az I.N.R.I. rövidítést. Általában a feszületeken látható az ábrázolása.
Az evangéliumok többféleképpen adták vissza Jézus keresztjének feliratát, így vannak eltérések bennük. Máténál így szól: „Ez Jézus, a zsidók királya” (Mt. 27, 37), Márknál: „A zsidók királya” (Mk. 15, 26), míg Lukácsnál: „Ez a zsidók királya” (Lk. 23, 38).
Jánosnál a következőképpen maradt fenn:
„Pilátus pedig feliratot készített és a keresztre szegeztette. Ez volt az írás: »Názáreti Jézus, a zsidók királya«. Sok zsidó olvasta ezt a feliratot, mivel az a hely, ahol Jézust megfeszítették, közel volt a városhoz. Héberül, latinul és görögül volt írva.” (Jn. 19, 19-21)
Csak János és Lukács említi a tábla háromnyelvűségét, míg Máténál és Márknál csak a görög verzió meglétét feltételezhetjük. János továbbá megjegyzi azt is, hogy a főpapok kérték Pilátust a felirat megváltoztatására, de Pilátus nem tette meg: „Quod scripsi, scripsi”" – „Amit írtam, azt megírtam” (Jn. 19, 22).

## Háttér

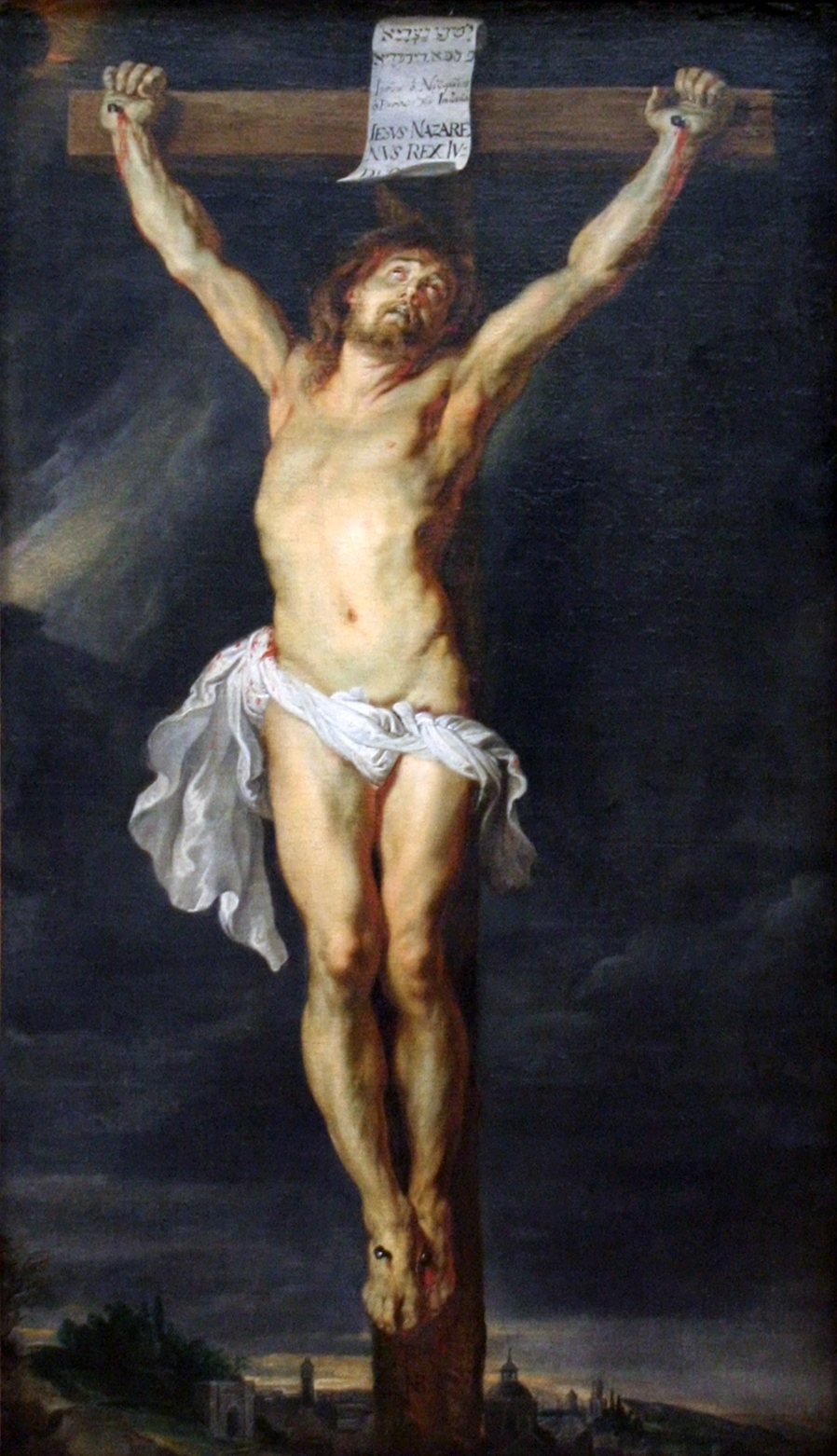
Peter Paul Rubens: Krisztus a keresztfán

Az Újszövetség szerint Jézust i. sz. 30-ban vagy 33-ban Jeruzsálemben a zsidók szerint istenkáromlás vádjával (mivel az Isten fiának mondta magát), a rómaiak szerint pedig felségsértés és a császár elleni lázítás vádjával (perduellio et crimen laese maiestatis - a „Lex Iulia Maiestatis” nevű törvény alapján) keresztre feszítették. Az i. e. 103-ban meghozott Lex Appuleia De Maiestate római törvény új bűncselekményi kategóriaként minden államellenes magatartást fokozatosan beolvasztva a legsúlyosabb bűntettként kezelte, azaz felségsértés bűntettének számított. A kérdéses időben Jeruzsálem római közigazgatás alatt állt, és Tiberius római császár helytartója Quintus Pontius Pilatus volt. Pilátus elrendelte, hogy felirattal (titulus) tájékoztassák a népet arról, hogy miért is ítélték Jézust halálra. Lukács és János szerint három nyelven került fel a szöveg a táblára, amelyet úgy magyaráznak, hogy a héber (arámi) a helyi nép nyelve, a latin a jog és a hatalom nyelve, a görög pedig a kereskedelem nyelve (lingua franca) volt. Más magyarázatok szerint Pilátus így - tudtán kívül - adta mindenkinek a tudtára a világ nagy nyelvein, hogy ő igenis elismeri Jézus királyi címét. Megint más magyarázat szerint a nazarénus jelző nem Názáret településre, hanem a nazireusságra utal, a rex iudaeorum pedig rövidítés, és a „Iudea királyságára törekvő” személyt jelzi.
Az evangéliumokból a következőket tudjuk meg:
Márk evangéliuma 15, 26: „És elítélésének okát így írták fel: 'A ZSIDÓK KIRÁLYA' (ὁ βασιλεὺς τῶν Ἰουδαίων).”
Lukács evangéliuma 23, 38: „Feje fölé egy görög, latin és héber nyelvű feliratot tettek: 'EZ A ZSIDÓK KIRÁLYA' (ὁ βασιλεὺς τῶν Ἰουδαίων οὗτος).”
Máté evangéliuma 27, 37: „Feje fölé táblát tettek, amelyre elítélésének okát írták: 'EZ JÉZUS, A ZSIDÓK KIRÁLYA' (οὗτός ἐστιν Ἰησοῦς ὁ βασιλεὺς τῶν Ἰουδαίων).”
János evangéliuma 19, 19: „Pilátus pedig feliratot is készített és a keresztre szegeztette. Ez volt az írás: 'NÁZÁRETI JÉZUS, A ZSIDÓK KIRÁLYA' (Ἰησοῦς ὁ Ναζωραῖος ὁ βασιλεὺς τῶν Ἰουδαίων).”
Az egyik apokrif evangéliumban is említik a feliratot: „Amikor felállították a keresztet, ezt írták fel rá: 'EZ IZRAEL KIRÁLYA'.” (Péter evangéliuma - Kapitánffy István fordítása)
Most nézzük meg a felirat komponenseit:
Minden esetben a görög (illetve a latin) variációkkal számolhatunk, mivel az evangéliumok görög nyelven maradtak ránk. Ezek a variánsok egymástól eltérőek, viszont tudjuk, hogy János (és valószínűleg Péter is) szemtanúként volt jelen Jézus kivégzésénél, vagyis az ő közlésében megbízhatunk. Ám mindig a legegyszerűbb a legjobb, ez pedig a Márk által megadott felirat, mivel időben az ő evangéliuma keletkezett a legkorábban. Péter szavait fordítja görögre, és valószínűleg szemtanúi visszaemlékezést ad elő. Így a görög variánsnál az övét kell leginkább figyelembe venni, amely 20 betűből áll és ez a legpontosabb.
A latin nyelvűnél Lukács beszámolóját vehetjük jónak, mivel mind a görög, mind a latin nyelv „tömörebb”, így több betűt lehet kiírni egymás mellé, és még mindig két betűvel kevesebb a latin, mint a görög. Ezért a latin eredeti szöveg Lukács rövidebb közlése lehetett.
A héber (arámi) verziónál pedig mindenképpen Jánosé a legpontosabb, mivel ő ezt látta és lefordította görögre, csupán csak a névelő maradt le.
Ezekből következik, hogy a kereszt felirata valahogy így nézhetett ki:
héber (arámi): יֵשׁוּעַ הַנָּצְרִי מֶלֶךְ הַיְּהוּדִים
latin: HIC EST REX IUDAEORUM
görög: ὁ βασιλεὺς τῶν Ἰουδαίων
A héber/arámi szöveg fonetikus átírása pedig így szól: Jesua haNocri Melek haJehudim /Jesua Nacoraja Malka Dijehudájá

## Római kivégzési szokások
A történészektől tudjuk, hogy a római szokások közé tartozott az, amikor a halálra ítéltek nyakába akasztottak egy kis táblácskát (titulus), amelyre jól olvasható, fekete betűkkel ráírták a főbenjáró büntetés okát (causa poenae), és esetleg az elítélt nevét és származási helyét. Az ilyen táblákat a vesztőhelyre menet általában az elítéltek előtt vitték, majd pedig a kereszt tetejére tűzték, vagy a kereszt lábához rakták. A Jézussal együtt kivégzettek keresztjén a görög lésztész szó lehetett, amelynek jelentése: ’lator’, ’gonosztevő’. A keresztény hagyomány nevet is adott a két gonosztevőnek, a jobb oldali latrot Diszmasznak nevezte el, míg a Jézust szidalmazó bal oldali latrot Gestasnak.
E szokásra a forrásokban számos utalást találhatunk. Suetoniusnál olvashatjuk a következőt: „Rómában egy nyilvános lakomán egyik rabszolga elemelt valamelyik kerevetről egy ezüstlemezt; Caligula nyomban hóhérkézre adta, és megparancsolta, hogy a bakó vágja le a karját és azt nyakába akasztva erősítse mellére, vigyen előtte egy táblát, amely a büntetés okát feltünteti, így vezesse végig a lakomázók között.”
Ugyancsak Suetonius írja: Domitianus „egy családapát a nézőtérre vonszoltatott, és a kutyák elé dobatta, mert egy thrák bajvívóról azt mondta: a murmillóval még csak elbír, a játék vezetőjével azonban soha; nyakába akasztottak egy táblát ezzel a felirattal: 'FELSÉGSÉRTŐ THRÁKDRUKKER'.”
Végül Kaiszareai Euszébiosz említi Egyháztörténetében, hogy i. sz 177-ben, Lugdunumban (Lyon) egy amfiteátrumban körbevezettek egy keresztény férfit, akit halálra ítéltek, előtte pedig a következő táblát vitték: „EZ A KERESZTÉNY ATTHALOSZ (HIC EST ATTHALUS CHRISTIANUS).”

## Keresztény hagyomány

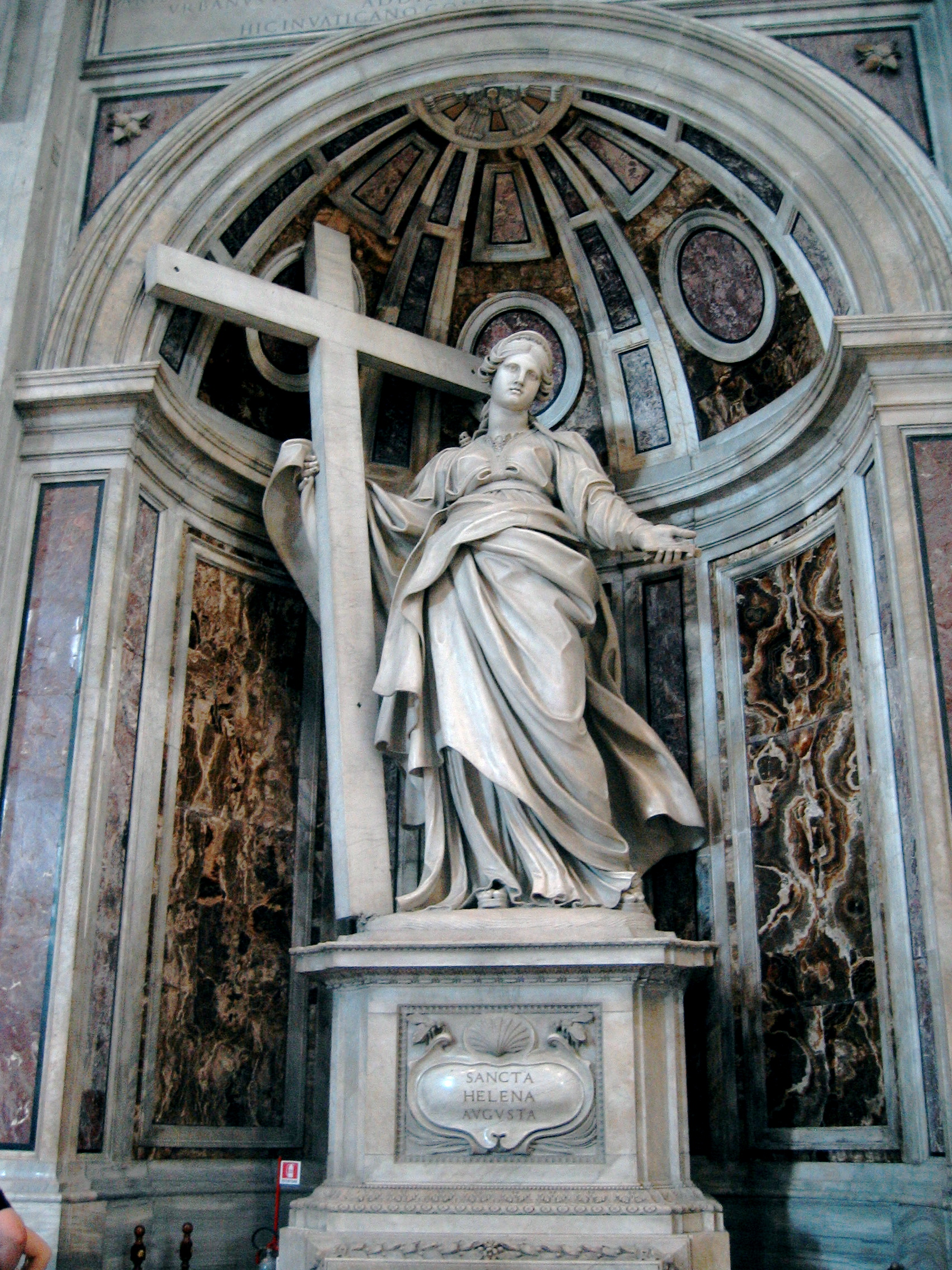
A „valódi keresztet” megtaláló Szent Ilona szobra a Vatikánban, Szent Péter-bazilika

A „Szent Titulus” (Titulus Crucis), Jézus keresztfájának felirata 325-ben bukkant fel, amikor Szent Ilona I. Constantinus római császár édesanyja Jeruzsálemből ereklyékkel tért vissza Rómába, köztük a Szent Kereszt állítólagos feliratával is. A későbbiekben templomot alapítottak Rómában, amelyet 1496-ban szenteltek fel Santa Croce in Gerusalemme névvel, ahová a Jeruzsálemből hozott ereklyéket elhelyezték.
1995-ben Maria-Luisa Rigato egyháztörténész kapott engedélyt az ereklye vizsgálatára. A fontosabb adatok szerint egy diófa tábláról van szó, ami 25 cm hosszú, 14 cm széles és 2,6 cm vastag, valamint 687 gramm súlyú. 1998-ban vizsgálta először a tábla feliratát a Michael Hesemann és Maria-Luisa Rigato által vezetett paleográfus csoport, amelyben három izraeli tudós is benne volt. A legfontosabb megállapításuk az volt, hogy a táblán három nyelven ugyanaz a szöveg szerepel, mégpedig a felső sorban héberül, középen görögül, alul pedig latinul. Valahogy így:
ישו נצר מ מ - arámi
(IEΣOYΣ?) ΝΑΖΑΡΕΝΥΣ Β(?) - görög
(IES?)US NAZARINUS RE(X?) - latin
Az arámi szöveget Rigato asszony így rekonstruálta: „Jesu nazara m m”, amelyben a két „m” valószínűleg az arámi „malkekem” szót is jelölheti, amely kontextusban a felirat annyit jelent: „A nazarenus Jézus a TI királyotok”, ezzel kicsit azt sugallná nekünk, hogy a zsidók akarata ellenére Jézus tényleg a királyukká válhatott. Újabb radiokarbon vizsgálatok szerint a tábla a 10-12. század környékén készülhetett, de valószínű, hogy hiteles másolata lehet az eredeti keresztfeliratnak.
Egyes keleti ortodox ábrázolásokon, a feszületeken kis eltérés jelenik meg. Az INRI betűk helyett más alak jelenik meg, mivel a görög szöveg (Iésous o Nazóraios o Basileus tón Ioudaión) szerinti rövidítés INBI.

## Lásd még
- Jézus